# Philanthus
Philanthus is een geslacht van vliesvleugeligen uit de  familie van de graafwespen (Crabronidae).

## Soorten
- Philanthus coarctatus Spinola, 1839
- Philanthus coronatus (Thunberg, 1784)
- Philanthus dufourii Lucas, 1849
- Philanthus pulchellus Spinola, 1843
- Philanthus sculpturatus Gayubo, 1991
- Philanthus triangulum Fabricius, 1775 - bijenwolf
- Philanthus venustus (Rossi, 1790)